# André Corvington
Marie-Charles-André Corvington  (19. november 1877 i Les Cayes, Haiti – 13. december 1918 i Rheims, Frankrig) var en haitiansk fægter som deltog i de olympiske lege 1900 i den individuelle konkurrence i fleuret.